# Brazoria truncata
Brazoria truncata är en kransblommig växtart som först beskrevs av George Bentham, och fick sitt nu gällande namn av Georg George Engelmann och Asa Gray. Brazoria truncata ingår i släktet Brazoria och familjen kransblommiga växter.

## Underarter
Arten delas in i följande underarter:
- B. t. pulcherrima
- B. t. truncata